# Associació Catalana de Meteorologia
L'Associació Catalana de Meteorologia (ACAM) és una associació meteorològica que agrupa físics de l'atmosfera que exerceixen la seva professió en diversos àmbits acadèmics i professionals, climatòlegs i persones vinculades al món de la climatologia i la meteorologia de l'àmbit catalanoparlant. Forma part de la Societat Meteorològica Europea (EMS).
L'associació sense afany de lucre va ser creada la tardor de l'any 1995 amb motiu de la commemoració del 125è aniversari del naixement i el 25è de la mort d'Eduard Fontserè i Riba, considerat el pare de la meteorologia catalana. El mateix any es van organitzar al novembre les I Jornades de Meteorologia Eduard Fontserè al Museu de la Ciència Fundació "la Caixa". Des de llavors s'han anat celebrant puntualment l'últim cap de setmana del mes de novembre noves edicions. El novembre de 2015, sota el president de l'associació Joan Bech, es van celebrar les XXI Jornades a Barcelona. Les jornades senars es dediquen a tractar temes de meteorologia en general i les parells a temes monogràfics.
Amb una freqüència biennal, l'Associació lliura uns premis amb tres categories (local, estatal i internacional), que pretenen reconèixer les aportacions més rellevants en l'àmbit de la meteorologia mediterrània. Aquests premis porten el nom d'Eduard Fontserè i Riba en honor de les seves aportacions. L'any 2013 les categories local i estatal no s'han concedit, i només va quedar la categoria internacional.
L'Associació, de forma conjunta amb la Universitat de les Illes Balears, publica la revista d'accés obert Tethys: Revista del Temps i el Clima de la Mediterrania Occidental. Va iniciar la seva publicació l'any 1997, sota llicència Creative Commons. En una primera etapa aparegueren tres números. En una segona etapa iniciada l'any 2006 la revista es publica en línia en català, castellà i anglès. Així, actualment és una publicació d'accés obert que s'ofereix com a fòrum de publicació de treballs de meteorologia i climatologia en general, amb especial interès en els temes que afecten l'àrea mediterrània. La revista està oberta a la comunitat científica internacional i aspira a convertir-se en un referent de la meteorologia mediterrània. També es publiquen treballs interdisciplinaris que relacionen aquest tema amb altres àrees com l'agricultura, la hidrologia, l'enginyeria o el medi ambient. El març del 2015 va organitzar conjuntament amb la Network of Meteorology of the Mediterranean a Istanbul (Turquia) la Conferència biennal Internacional de Meteorologia i Climatologia de la Mediterrània (MetMED).